# Exorista grandis
Exorista grandis är en tvåvingeart som först beskrevs av Zetterstedt 1844.  Exorista grandis ingår i släktet Exorista och familjen parasitflugor. Arten är reproducerande i Sverige. Inga underarter finns listade i Catalogue of Life.